# Presidentval i Finland

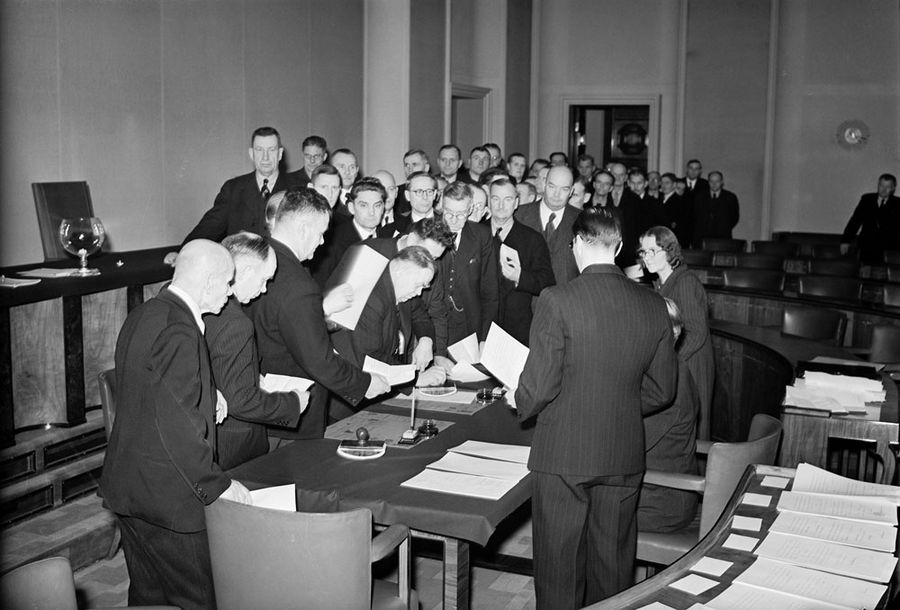
Presidentval i Finland 1940. Elektorernas fullmakter granskas. Numera har man gått över till direkt folkval.

Presidentval i Finland äger rum i januari–februari vart sjätte år, varvid man väljer republikens president för den kommande ämbetsperioden.

## Hur valet går till
De grundläggande bestämmelserna om hur republikens president skall väljas framgår av den 54:e paragrafen i grundlagen. Närmare bestämmelser om tidpunkt och förfarande bestäms i vanlig lag, se Val i Finland. Valet hålls i normalfallet den fjärde söndagen i januari. Det senaste presidentvalet hölls den 28 januari 2024.
Presidentvalet är sedan 1991 ett direkt val. I valet väljs den kandidat till president, som får mer än hälften av de avgivna rösterna. Om ingen av kandidaterna får majoritet, skall ett nytt val hållas med de två kandidater som fick flest röster i det första valet, och då väljs den av de två till president som får flest röster.
Om bara en kandidat ställer upp i valet, blir han eller hon utsedd till president utan val.

## Kandidaterna
För att vara valbar som republikens president skall man vara infödd finländsk medborgare. 
Rätt att nominera en kandidat till valet har dels ett registrerat parti från vars lista minst en person invalts i riksdagen vid det senaste riksdagsvalet, dels tjugotusen röstberättigade (en valmansförening).
En person kan inte väljas till president för mer än två perioder i följd.

## Tidigare valsätt
Valet av president var under 1919 års regeringsform ett indirekt val, där väljarna valde 300 elektorer, som i sin tur valde presidenten. En president kunde i det gamla systemet bli omvald hur många gånger som helst. Elektorerna valdes i januari valåret och sammanträdde sedan under statsministerns ordförandeskap för att välja president. Om ingen presidentkandidat fick majoritet i elektorsvalet, gjordes det omedelbart om. Valet kunde göras om upp till två gånger; hade ingen kandidat fått egen majoritet i andra omgången ställdes i den tredje omgången bara de två kandidater mot varandra som i den andra omgången hade fått flest röster.
Några gånger gjordes undantag från regeringsformens regler. 1919 utsågs presidenten av riksdagen genom en övergångsbestämmelse i den nyligen antagna regeringsformen. 1940 och 1943 utförde de 1937 utsedda elektorerna presidentval, eftersom det inte befanns vara praktiskt genomförbart att välja nya elektorer under det krigstillstånd som rådde sedan 1939. Ett par gånger frångicks reglerna om val av elektorer genom införandet av speciallagar, som lät riksdagen utse president, detta gjordes 1944 (under fortsättningskrigets kritiska slutskede), 1946 (strax efter kriget, när krigstillstånd formellt sett fortfarande rådde) och 1973 (när det inte fanns någon motkandidat till Urho Kekkonen).
Valsättet reformerades 1987, då första omgången av presidentvalet ordnades som direkt val, men också elektorer valdes för att förrätta valet om ingen kandidat fick en majoritet av rösterna i det direkta valet. Genom en ny ändring 1991 övergick man till det nuvarande systemet med direkt val i två omgångar. Den första att väljas enligt det nya valsystemet var Martti Ahtisaari (1994).